# Leonhard Reinirkens

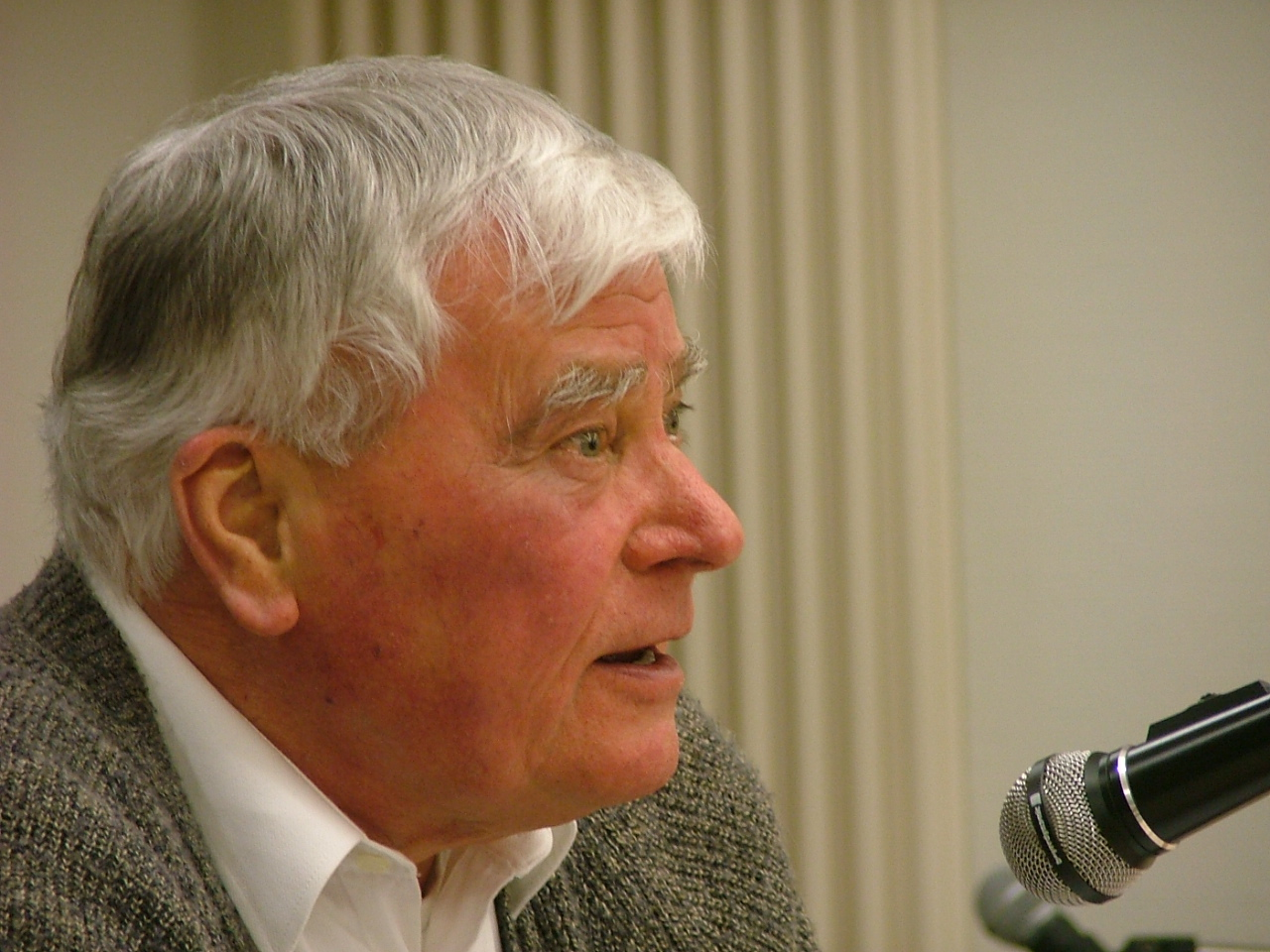
Leonhard Reinirkens im März 2007

Leonhard Reinirkens (* 7. August 1924 in Essen; † 23. März 2008  in Unkel) war Schriftsteller, Autor von Rundfunk- und Fernsehproduktionen und Rezitator.

## Leben
Leonhard Reinirkens lebte von 1930 bis zu seinem Tod 2008 in Unkel am Rhein. Er besuchte das Martinus-Gymnasium in Linz am Rhein und machte 1942 das „Kriegsabitur“. Nach Kriegsdienst und Gefangenschaft studierte er an der Universität Bonn Geschichte, Germanistik und Psychologie. 1951 beendete er das Studium mit dem Abschluss in Psychologie. Mit Stefan Andres (von 1950 bis 1961 sein Nachbar) war er eng befreundet.
Leonhard Reinirkens war seit 1946 schriftstellerisch tätig und veröffentlichte 1948 sein erstes Buch. 1951 begannen seine Arbeiten als Autor für den Rundfunk und seit 1961 auch für das Fernsehen. Er war bis zu seinem Tod als Buchautor und Rezitator, vor allem der eigenen Werke, tätig.
Der Autor beschrieb in seinen Werken oft die sogenannte „gute alte Zeit“ der vergangenen Jahrhunderte im Rheinland, der Pfalz und sogar der Toskana. Immer sprach aus seinen Erzählungen, bei seinen Vorträgen, aber auch aus seiner Stimme das angemessene Lokalkolorit und das Verständnis für die Sorgen und Probleme der vielbeschriebenen kleinen Leute. Seine Figuren wurden lebendig, weil der Leser sich ohne Probleme in sie hineinversetzen konnte. Dies zeichnete Leonhard Reinirkens Werk aus und war mit der Grund für hohe Auszeichnungen, die der Autor erhielt.

## Preise und Auszeichnungen
- 1951 Literaturpreis von Rheinland-Pfalz
- 1967 Adolf-Grimme-Preis
- 1974 Jugendfilmpreis von Bratislava
- 1977 Gerhart-Hauptmann-Preis
- 1999 Ehrenbürger von Unkel
- 2007 Verdienstorden des Landes Rheinland-Pfalz

## Werke

### Theater, Rundfunk und Fernsehen
Leonhard Reinirkens schrieb für das Theater der Keller in Köln und schuf zahlreiche Hörspiele, vor allem für den Sender SWF3 (heute SWR3). Er war Autor und teilweise Mitwirkender in zahlreichen Fernsehspielen und -reihen für SWF3 (SWR3), SFB und WDR, u. a.:
- Schlag nach im Grundgesetz – Geschichten aus Adorf
- Traum von der Verständigung
- Traum vom Fahren, Seefahrt
- Die Geschichte der Barockoper
- Die Leute vom Domplatz
- Familienrecht
- Frei wie ein Vogel
- Vom Agrar- zum Industriestaat
- André Bohnefaß – Rheinische Aventüren am Ende der Kurfürstenzeit

### Bibliografie
- Nach Westen. Karlsruhe 1948
- Vom Schicksal der von Grund auf verdorbenen Person Ursula Schmitz. Berlin 1975
- Knoten Traum vom Staat. Komödie in 5 Aufzügen und einem Nachspiel. Berlin 1977
- Die Leute vom Domplatz. Ein Werkstattbuch zur Fernsehserie des Südwestfunks. München 1980
- Großtante Hortense. Bowlen, Punsche und Amouren. Weil d. Stadt 1985
- Die Küche der Toscana. Land und Menschen. Weil der Stadt 1986
- Die kulinarischen Abenteuer des Fra Bartolo (inzw. 12. Auflage). Weil der Stadt 1987
- Geschichtspunkte. Geschichte vor Ort. Band 1: Rheinland-Pfalz. Von der Römerzeit bis zum Ende der Kurfürstlichen Herrschaft. Bad Honnef 1988
- Knoblauch. Aus lauter Lust und Liebe. Niedernhausen 1988
- Die Küche der Toscana, Land und Menschen. Weil der Stadt 1989
- Geschichtspunkte. Geschichte vor Ort. Band 2: Rheinland-Pfalz. Von der Franzosenzeit bis zu den Anfängen von Rheinland-Pfalz. 1794–1954. Bad Honnef 1989
- Der letzte Kürbis und andere Freßgeschichten. Weil der Stadt 1989
- Burgenzauber. Von rheinland-pfälzischen Burgen und Rittern. Bad Honnef 1995
- André Bohnefaß. Die Liebe in Zeiten der Revolution. München 1998
- Geschichtsstationen am Rhein. Bad Honnef 1998
- Rheinische Abenteuer des André Bohnefaß. Bad Honnef 2000
- Katastrophale Weihnachten. Bad Honnef 2000
- André Bohn von Bohnefaß. Bad Honnef 2001
- Legen Osterhasen Eier? Grenzbereiche der Zoologie. Bad Honnef 2004
- Die Musik aus der André Bohnefaß Trilogie, erzählt und gesungen. CD, Unkel 2006